# Marcin Zając
Pour les articles homonymes, voir Zajac.
Marcin Zając, né le 19 mai 1975 à Łódź, est un footballeur polonais. Il est milieu de terrain.

## Biographie
Marcin Zając compte onze sélections avec la Pologne, de 1997 à 2005.

## Palmarès
- Finaliste de la Supercoupe de Pologne : 1997
- Champion de Pologne : 1997
- Vice-Champion de Pologne : 2003 et 2005
- Vainqueur de la Coupe de Pologne : 2005
- Finaliste de la Coupe de Pologne : 2009